# 梦想市集
梦想市集（中国译为「梦幻市场」）是一个在线的暗网市场，创立于2013年。梦想市集通过Tor网络隐藏的服务器运行，允许用户匿名浏览，同时避免潜在的流量监控。市场销售各项商品如毒品、盗窃数据和伪造品。交易全部使用比特币，网站提供商品托管服务并由工作人员处理交易纠纷。还有附设的论坛，主机位在不同地址。
2017年7月，美国执法机构联合欧洲刑警组织、荷兰警方关闭了最大的暗网黑市AlphaBay后，第三大的Hansa不久也被关闭。梦想市集被认为是第二大的暗网市场。这两家的供应商和买家在扫荡行动过后于梦想市集注册，当时的谣言盛传梦想市集也在执法当局的控制中。
同时，梦想市集于2017年被黑客查出共有57,000种药物清单与4000种鴉片類藥物。
供应商Gal Vallerius 于2017年8月在亚特兰大机场降落时遭到逮捕。此前他的笔记本电脑被发现使用OxyMonster的帐号进行交易，也是网站管理员的帐号，还在设备中发现了大约值50万美元的比特币
。
2019年3月24日，梦想市集的网站新增了一则横幅。站方宣布将于2019年4月30日关闭，服务一并转移至合作伙伴公司，然后声明还附上合伙方.onion的链接。